# Alleanza dell'Algeria Verde
L'Alleanza dell'Algeria Verde (in francese: Alliance de l'Algérie verte) è un partito politico algerino. È stato fondato il 7 marzo 2012, in vista delle elezioni parlamentari. È costituito dal Movimento della Società per la Pace, il Movimento della Rinascita Islamica, e il Movimento per la Riforma Nazionale.